# Красный (Среднечубуркское сельское поселение)
Кра́сный — хутор в Кущевском районе Краснодарского края.
Входит в состав Среднечубуркского сельского поселения.

## География
Расположен в северной части Приазово-Кубанской равнины.

## Население
| 2002 | 2010 |
| ---- | ---- |
| 139  | ↘123 |

## Улицы
На хуторе имеется одна улица: ул. Снежная.